# Estatut Provincial de 1925
L'Estatut Provincial de 1925 va ser la norma reguladora de les diputacions provincials a Espanya, promulgada el 21 de març de 1925, durant la Dictadura de Primo de Rivera. Va ser la resposta a l'abandonament per part del dictador Miguel Primo de Rivera de la seva idea inicial del «regionalisme sa», que va acabar substituint per un espanyolisme bel·ligerant.
En aprovar-se l'Estatut Provincial es va produir la dissolució de facto de la Mancomunitat de Catalunya, aleshores ja molt minvada de competències des de l'aprovació de l'Estatut Municipal de 1924. D'altra banda, com les eleccions previstes mai es van celebrar els diputats provincials van ser designats pels governadors civils, pel que les diputacions van funcionar com una espècie de delegacions de l'Administració Central.

## Antecedents
Al començament, semblava que Primo de Rivera secundava el que anomenava «sa regionalisme sa» i va arribar a encarregar pocs dies després del cop d'estat a les diputacions forals basques que redactessin un projecte d'Estatut, una tasca que va acomplir la Diputació Foral de Guipúscoa, que ho va presentar a finals de desembre de 1923. Però la Diputació Foral de Biscaia, dominada per la Lliga d'Acció Monàrquica, s'hi va oposar i es va abandonar el projecte.
El 12 d'octubre de 1923 Primo de Rivera va declarar que es proposava suprimir «les 49 petites administracions provincials» substituint-les per 10, 12 o 14 regions dotades de «tot allò que dins de la unitat de la terra sigui possible concedir». Aquesta política es va veure confirmada amb l'oferiment que va fer la Dictadura als nacionalistes gallecs conservadors d'una mancomunitat gallega a canvi de la col·laboració amb la política del règim dictatorial. Una oferta similar es va fer als regionalistes valencians i aragonesos. El març de 1924 es va aprovar a Santiago de Compostel·la l'avantprojecte de mancomunitat gallega, redactat per Vicente Risco i Antonio Losada Diéguez. Tanmateix, en aquell moment l'impuls regionalista de la dictadura ja havia desaparegut.
El 13 de gener de 1924, Primo de Rivera va decretar la dissolució de les diputacions provincials a excepció de les forals basques i navarra, com ja havia fet amb els ajuntaments tres mesos abans. Els governadors civils, en la seva majoria militars, van quedar encarregats de nomenar els nous membres de les corporacions entre professionals liberals, majors contribuents i directius d'organitzacions culturals, industrials i professionals. Així mateix, les noves diputacions havien d'informar dels problemes de funcionament que detectessin i fer propostes per solucionar-los.
El nomenament de coneguts espanyolistes al capdavant de les diputacions catalanes, procedents en la seva majoria de la Unió Monàrquica Nacional, com havia passat amb els ajuntaments, va provocar la desafecció dels membres de la Lliga Regionalista encapçalats per Josep Puig i Cadafalch, el qual al principi havia cregut en la bona voluntat regionalista del general Primo de Rivera.
Primo de Rivera va encarregar la tasca de reformar el sistema jurídic-administratiu d'ajuntaments i diputacions provincials al jove advocat José Calvo Sotelo, un polític conservador procedent del maurisme, al qual va posar al capdavant de la Direcció General d'Administració Local. Calvo Sotelo va nomenar un equip de exmauristes i de catòlics de dreta, com José María Gil Robles, el comte Vallellano, Josep Maria Pi i Sunyer, Miquel Vidal i Guardiola i Luis Jordana de Gorgs, que van col·laborar en l'elaboració de l'Estatut Municipal de 1924 i de l'Estatut Provincial de 1925.

## L'Estatut
Segons Eduardo González Calleja, l'Estatut Provincial promulgat el 21 de marzo de 1925 va ser un reflex fidel del canvi d'actitud de Primo de Rivera des del foment inicial del «regionalismo sa» fins a la seva hostilitat final contra qualsevol amenaça al nacionalisme espanyol. Així va quedar reflectit en la «nota oficiosa» que va acompanyar la promulgación de l'Estatut, en la què s'esmentava la Mancomunitat de Catalunya como un exemple de regionalisme «mal entès»:
| « | (castellà) Reconstruir desde el Poder la región, reforzar su personalidad, exaltar el orgullo diferenciado entre unas y otras es contribuir a deshacer la gran obra de la unidad nacional, es iniciar la disgregación, para la que siempre hay estímulo en la soberbia o el egoísmo de los hombres. [...] Hemos pasado por un ensayo de ese especial regionalismo con la mancomunidad de Cataluña, y él ha conducido a tal grado de mal entendido predominio del sentimiento regional que, contra lo que se decía de que era convivible con el de la Patria grande, lo hemos visto galopar desenfrenadamente hacia el nacionalismo y el separatismo, haciendo pasar a los catalanes amantes de España horas de amargura y humillación, y a los españoles todos de inquietud y descorazonamiento. | (català) Reconstruir des del Poder la regió, reforçar la seva personalitat, exaltar l'orgull diferenciat entre unes i altres és contribuir a desfer la gran obra de la unitat nacional, és iniciar la disgregació, per a la qual sempre hi ha estímul en la supèrbia o l'egoisme dels homes. […] Hem passat per un assaig d'aquell regionalisme especial amb la mancomunitat de Catalunya, i aquest ha conduït a tal grau de predomini mal entès del sentiment regional que, contra el que es deia de que era convivible amb el de la Pàtria gran, l'hem vist cavalcar desenfrenadament cap al nacionalisme i el separatisme, fent passar als catalanes amants d'Espanya hores d'amargor i humiliació, i als espanyols tots d'inquietud i descoratjament. | » |

L'Estatut estava dividit en tres llibres que tractaven, respectivament, de l'organització provincial (província, governadors civils, diputacions provincials, administració provincial, règim jurídic provincial i règim administratiu de les Illes Canàries), de la hisenda provincial (pressupostos, ingressos de caràcter provincial, recaptació i comptabilitat provincials) i de la regió, aquest últim significativament amb un únic títol. González Calleja destaca que per primera vegada la província era definida com a administració local, propiciant un tímid procés de provincialització corporativa tutelada enfront del rígid centralisme anterior, com a criteri prioritari de funcionament administratiu.
L'Estatut va deixar clar que l'organització provincial depenia dels municipis, i que aquests podien modificar-la, amb la conformitat d'un terç de les entitats locals i de dos terços dels ajuntaments que tinguessin dos terços de la població provincial. La meitat dels diputats provincials, el número dels quals es va reduir perquè la diputació fos un organisme de gestió i no una espècie de parlament, serien triats de manera directa per sufragi universal i l'altra meitat pels regidors dels ajuntaments.
L'Estatut preveia la creació de regions, però el procés previst era complicat —es requeria l'aprovació de les tres quartes parts dels ajuntaments afectats i que representessin la mateixa proporció d'electors— i en última instància depenia de l'aprovació del govern, al qual corresponia la redacció del projecte definitiu.

## Aplicació
L'Estatut va augmentar l'autonomia administrativa i financera de les diputacions provincials, encara que els seus ingressos van dependre dels tributs cedits per l'Estat i dels recursos cedits pels ajuntaments. Com les eleccions previstes en l'Estatut mai es van celebrar, els diputats provincials van ser nomenats pels governadors civils, per la qual cosa les diputacions van funcionar com un apèndix de l'Administració Central.